# Lubrizol
Die Lubrizol Corporation ist ein 1928 gegründetes US-amerikanisches Chemieunternehmen mit Hauptsitz in Wickliffe in Ohio.

## Unternehmensdaten
Es gehört seit 2011 zur Beteiligungsholding Berkshire Hathaway von Warren Buffett. CEO ist Rebecca Liebert. Der Umsatz des Unternehmens lag 2018 nach eigenen Angaben bei 6,8 Milliarden US-Dollar, beschäftigt waren rund 8700 Arbeitnehmer. Lubrizol hat Produktionsstätten in 19 Ländern und verkauft in über 100 Länder. Die Lubrizol Deutschland GmbH befindet sich in Hamburg.

## Produktion
Lubrizol hat mehr als 12.000 Produkte im Sortiment, vor allem Additive für Kraftstoffe und industrielle Einsatzbereiche sowie andere Spezialchemikalien und Schmierstoffe. Im Oktober 2011 hielt Lubrizol rund 1600 Patente.

## Unfälle

### 2013 – Geruchsstoff entweicht im Werk Rouen
Im Januar 2013 gab es im Lubrizolwerk in Rouen in Frankreich einen Chemieunfall. Das Gas Methanthiol, es wird auch Methylmercaptan genannt, kommt in Darmgasen vor und zur Odorierung von Erdgas eingesetzt, trat in einer stinkenden Wolke aus. Die Gasfahne breitete sich riechbar über mehr als 350 Kilometer in Frankreich und weiter bis nach England aus. Laut Unternehmen war die Quelle ein Produktionsprozess von Zusatzstoffen für Schmieröl, bei dem etwas schiefgelaufen sei.

### 2019 – Großbrand im Werk Rouen
Am 26. September 2019 wurde bekannt, dass im Werk in Rouen ein Großbrand auftrat, einhergehend mit Explosionen und einer "spektakulären Rauchwolke". Im Umkreis von 500 m wurden Gebäude evakuiert; Schulen blieben am Morgen geschlossen. Das Werk wird als gefährlicher Produktionsstandort der Seveso-Kategorie behördlich überwacht.

### 2021 – Großbrand im Chemtool-Werk Rockton
Am 14. Juni 2021 brach in einem Vorort von Rockton (Illinois) bei der Tochterfirma Chemtool, einem Hersteller industrieller Schmierfette und anderer Schmiermittel, ein Großbrand aus. Im Radius von einer Meile (rund 1,6 Kilometer) um das Werk wurden die Anwohner evakuiert, im Radius von 3 Meilen erging die Aufforderung, eine Schutzmaske zu tragen.